# Det Danske Drengekor
Det Danske Drengekor blev stiftet i 1943 af Jørgen Bremholm under navnet Parkdrengekoret. I 1972 fik koret sit nuværende navn. Prins Joachim er protektor for Det Danske Drengekor.
Koret har en virksomhed der blandt andet indbefatter indspilninger og udgivelser af musik samt koncerter og andre optrædener herunder optrædener i tv og reklamefilm. Medlemmer af koret synger også som en del af børnekoret på Operaen på Det Kongelige Teater. Siden august 2023 har koret tillige været tilknyttet Lindevang Kirke på Frederiksberg og indgår som en del af kirkemusikken der.
Koret indspillede i 1993, sammen med Thomas Eje, Trio Rococo, Niels-Henning Ørsted Pedersen, Niels Lan Doky og Alex Riel, cd'en Sangen er et eventyr med musik af Frederik Magle og sangtekster af Mimi Heinrich over H.C. Andersens eventyr.